# Puchar Włoch w piłce nożnej (1991/1992)
Puchar Włoch 1991/92 – 45 edycja rozgrywek piłkarskiego Pucharu Włoch.

## Półfinały
- AC Parma - UC Sampdoria 1:0 i 2:2 (dogr.)
- A.C. Milan - Juventus F.C. 0:0 i 0:1

## Finał
- 7 maja 1992, Turyn: Juventus F.C. - AC Parma 1:0
- 14 maja 1992, Parma: AC Parma - Juventus F.C. 2:0